# Sarcophaga pudongensis
Sarcophaga pudongensis är en tvåvingeart som beskrevs av Fan, Chen och Lu 2003. Sarcophaga pudongensis ingår i släktet Sarcophaga och familjen köttflugor. Inga underarter finns listade i Catalogue of Life.